# TEE Goethe I
Le TEE Goethe était un train rapide qui reliait Paris à Frankfurt, de 1970 à 1975. Exploité par la SNCF et la Deutsche Bundesbahn, le TEE Goethe était un Trans-Europ-Express (donc uniquement en première classe) jusqu'à la fin du service d'hiver le 31 mai 1975 puisqu'il cessait définitivement de circuler.
Le nom de ce TEE fait référence à Goethe, écrivain, homme politique et savant allemand (1749-1832).

## Parcours et arrêts
- 31 mai 1970 Paris, Metz, Forbach, Saarbrücken, Kaiserlautern, Mannheim, Frankfurt (643,1 km)[1].
- 28 Mai 1972 Arrêt supplémentaire à Saint-Avold[1].
- 1er juin 1975 TEE supprimé[1].

## Numérotation
- 31 mai 1970 TEE 51-50[1].

## Matériel et composition
- 31 mai 1970 Voitures TEE SNCF, type ex Mistral, 1 jeu comprenant : 4 A8u, 1 A5ru, 1 Vr, type SNCF, 1 Dx[1].

Restauration assurée par la CIWL.